# زبابة بورتنكو
زبابة بورتنكو (الاسم العلمي: Sorex portenkoi) (بالإنجليزية: Portenko's Shrew)‏ هو نوع من الحيوانات يتبع جنس الزبابة من الفصيلة الزبابات.